# Ян Козак (футболіст, 1954)
Ян Козак (чеськ. Ján Kozák (1954), нар. 17 квітня 1954, Матейовче-над-Орндом, Чехословаччина) — чехословацький футболіст, що грав на позиції півзахисника. По завершенні ігрової кар'єри — словацький тренер. З 2013 року очолює тренерський штаб національної збірної Словаччини.
Триразовий володар Кубка Чехословаччини. Чемпіон Чехословаччини. 

## Клубна кар'єра
Вихованець футбольної школи клубу «Локомотив» (Кошиці). Дорослу футбольну кар'єру розпочав 1975 року в основній команді того ж клубу, в якій провів шість сезонів.
Згодом з 1980 по 1988 рік грав у складі команд клубів «Дукла» (Прага), «Локомотив» (Кошиці), «Серен» та «Бурж». Протягом цих років виборов титул чемпіона Чехословаччини.
Завершив професійну ігрову кар'єру у клубі «Локомотив» (Кошиці), у складі якого вже виступав раніше. Прийшов до команди 1988 року, захищав її кольори до припинення виступів на професійному рівні у 1990.

## Виступи за збірну
1976 року дебютував в офіційних матчах у складі національної збірної Чехословаччини. Протягом кар'єри у національній команді, яка тривала 9 років, провів у формі головної команди країни 55 матчів, забивши 9 голів.
У складі збірної був учасником чемпіонату Європи 1980 року в Італії, на якому команда здобула бронзові нагороди, чемпіонату світу 1982 року в Іспанії.

## Кар'єра тренера
Розпочав тренерську кар'єру невдовзі по завершенні кар'єри гравця, 1993 року, очоливши тренерський штаб клубу «Локомотив» (Кошиці).
Надалі очолював команди клубів «Кошиці», «Земплін» та «Стіл Транс».
З 2013 року очолює тренерський штаб національної збірної Словаччини.

## Титули й досягнення

### Як гравця
- Володар Кубка Чехословаччини: 1976–77, 1978–79, 1980–81
- Чемпіон Чехословаччини: 1981–82